# Gonarezhou
Pour plus de détails, voir Fiche technique et Distribution.
Gonarezhou est un film zimbabwéen sorti en 2020, écrit et réalisé par Sydney Taivavashe et produit en collaboration avec l'Autorité de gestion des parcs et de la faune du Zimbabwe pour sensibiliser contre le braconnage,.
Le film met en vedette Tendaiishe Chitima, Tariro Mnangagwa et Tamy Moyo,.

## Synopsis
Le film suit un jeune homme ivrogne au cœur brisé appelé « Zulu » qui subit divers malheurs et se jette dans les bras de braconniers qui deviennent sa famille. Ensemble, ils sont connus comme un gang notoire de braconniers sous la responsabilité d'un magnat vicieux.

## Fiche technique
- Titre : Gonarezhou
- Réalisation : Sydney Taivavashe
- Scénario : Sydney Taivavashe
- Studio de production : Meso Maviri Studios (co-production), Nelned Pictures (co-production), Ngano Studios (executive production)
- Pays :  Zimbabwe
- Langue : anglais
- Format : couleur
- Durée : 110 minutes
- Date de sortie : 2020

## Distribution
- Eddie Sandifolo : Zulu
- Tendaiishe Chitima : Thulo
- Tinashe Nhukarume : l' écolier
- Tariro Washe : le Sergent Onaï
- Tamy Moyo

## Production

### Développement
En 2017, le réalisateur Sydney Taivavashe a annoncé qu'il travaillait sur un long métrage sur le braconnage et qu'il avait commencé à développer le scénario depuis 2013 en s'inspirant de massacre de 300 éléphants par des braconniers utilisant du cyanure qui a éclaté au monde la même année,,.
En novembre 2018, le tournage du film a commencé.

### Diffusion
Le film devait sortir en 2019 sans date réelle indiquée.
Le film a été projeté le 2020 au Festival panafricain du film de Los Angeles.

### Tournage
Le tournage du film s'est déroulé à Masvingo aux Zimbabwe.